# Edward Scott (Theologe)
Edward „Ted“ Scott (* 30. April 1919 in Edmonton, Alberta; † 21. Juni 2004) war ein kanadischer, anglikanischer Geistlicher und Theologe und Primas der Anglikanischen Kirche von Kanada.
Scott wuchs in Vancouver auf, wo sein Vater als Rektor tätig war. Scott besuchte das Anglican Theological College und wurde 1942 ordiniert. Scott wurde 1966 anglikanischer Bischof von Kootenay.
Ab 1971 bis 1986 war Scott Primas der Anglican Church of Canada und war als Moderator des Zentralkomitees der World Council of Churches von 1975 bis 1983 tätig. Scott galt als liberaler Geistlicher seiner Zeit innerhalb der Kirche und verteidigte Reformen wie die Zulassung der Frauenordination in der Anglican Church of Canada. In den späten 1980er war Scott Mitglied in der Eminent Persons Group der Commonwealth of Nations, das die Einführung von Sanktionen gegen das Apartheidsregime in Südafrika unterstützte.
Primas Scott erhielt 1998 die Pearson Peace Medal of Canada und wurde 1978 Companion des Order of Canada.
2004 starb Scott infolge eines Autounfalls in der Nähe von Parry Sound, Ontario.

## Einzelnachweis
1. ↑  Pearson Peace Medal > Archbishop Edward Scott (1988) (Memento vom 16. Juli 2012 im Internet Archive)

| Personendaten    | Personendaten                                                                                 |
| ---------------- | --------------------------------------------------------------------------------------------- |
| NAME             | Scott, Edward                                                                                 |
| ALTERNATIVNAMEN  | Scott, Ted (Spitzname)                                                                        |
| KURZBESCHREIBUNG | kanadischer, anglikanischer Geistlicher und Theologe und Primas der Anglican Church of Canada |
| GEBURTSDATUM     | 30. April 1919                                                                                |
| GEBURTSORT       | Edmonton, Alberta                                                                             |
| STERBEDATUM      | 21. Juni 2004                                                                                 |